# Бернсвил (Минесота)
Бернсвил (енгл. Burnsville) град је у америчкој савезној држави Минесота.

## Демографија
По попису из 2010. године број становника је 60.306, што је 86 (0,1%) становника више него 2000. године.
| Група             | 2000.          | 2010.          |
| Белци             | 51.952 (86,3%) | 44.563 (73,9%) |
| Афроамериканци    | 2.452 (4,1%)   | 6.046 (10,0%)  |
| Азијати           | 2.456 (4,1%)   | 3.043 (5,0%)   |
| Хиспаноамериканци | 1.725 (2,9%)   | 4.756 (7,9%)   |
| Укупно            | 60.220         | 60.306         |